# 驷马缚
驷马缚，是将一个人的手腕和脚踝固定在一起捆绑在背后的姿势。

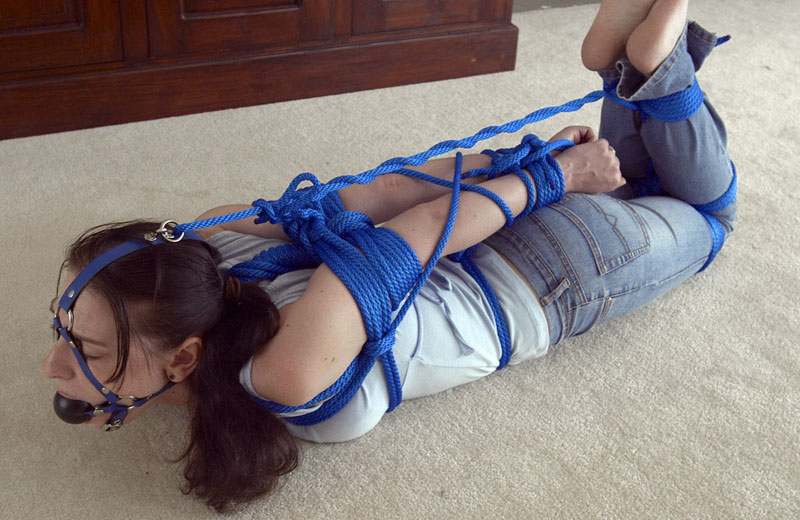
被用驷马缚的方式捆绑着

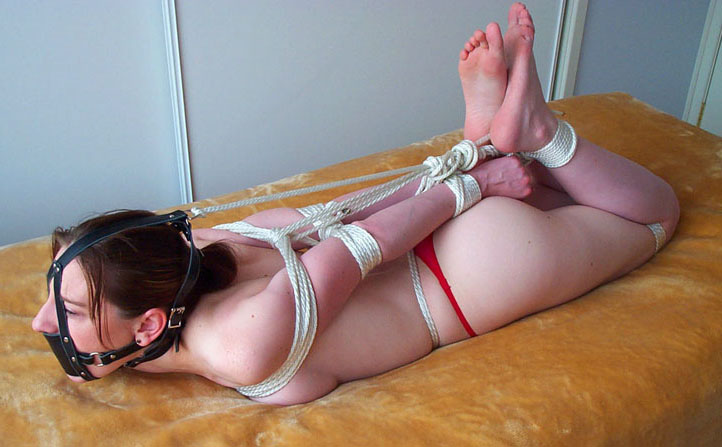
驷马缚

通常是將腳踝和手腕用繩連在一起，被束縛的一方，雙腳沒有辦法伸直，不能站起，連身體移動都有很大困難，有些人看到對方掙扎的動作而产生快感。
常见的是hogtie被用作性的束缚播放部分，并与其他束缚设备的关联。驷马缚与其他的束缚器材相结合。

## 注意
进行驷马缚可能会因为腹部的压力而产生名为体位性窒息的呼吸困难。要保证进行该姿势者的呼吸顺畅。